# Jurandvorski ulomci

Jurandvorski ulomci naziv je za kamene ulomke pronađene u Jurandvoru koji bi činili desni plutej oltarne pregrade koja je dijelila prezbiterij (prostor za svećenstvo) od crkvene lađe (prostor za puk) u crkvi svete Lucije.
Bašćanska ploča bila je tako lijevi plutej u istoj crkvi.
U paleografskom pogledu mogu se datirati vremenom Bašćanske ploče.
Na tri se ulomka može pročitati:
- azъ opatъ … prosihъ … u Zvъnimir … Lucija
- križъ … hrvatski …
- BÏ /= broj 12/

Ulomak br. I. se danas nalazi u Povijesnom muzeju Hrvatske u Zagrebu, dok je ulomak br. II. prije 1879. godine nestao iz crkve svete Lucije. Ulomci broj III. i IV. pronađeni su 1957. godine.

### Članci
- Fučić, Branko. 1971. Najstariji hrvatski glagoljski natpisi. Slovo: časopis Staroslavenskoga instituta u Zagrebu. Staroslavenski institut. Zagreb.  (21): 227–254
- Galović, Tomislav. 2018. Milan Moguš i Bašćanska ploča. Senjski zbornik. Gradski muzej Senj. Senj. 45 (1): 265–285
- Lukić, Milica. 2014. Bašćanska ploča kao književno nadahnuće i instrument lingvostilističke analize. Anafora: Časopis za znanost o književnosti. Sveučilište Josipa Jurja Strossmayera u Osijeku - Filozofski fakultet. Osijek. 1 (1): 73–94